# Josef Rüddel
Josef Rüddel (* 20. Januar 1925 in Hallerbach; † 16. September 2023 in Windhagen) war Bürgermeister (CDU) der Ortsgemeinde Windhagen im Landkreis Neuwied. Überregionale Bekanntheit erlangte er 2013 nach 50-jähriger Amtszeit als dienstältester amtierender Bürgermeister Deutschlands.

## Leben und Wirken
Rüddel war gelernter Landwirt und arbeitete bis zum Ruhestand als Rinderzüchter. Während des Zweiten Weltkrieges (1939–1945) wurde Rüddel von der Wehrmacht eingezogen, 1944 wurde er beim Rückzug aus Polen verwundet und in Gefangenschaft genommen.
1955 wurde der damals 30-jährige Rüddel in den Gemeinderat von Windhagen gewählt. Anfang April 1963 verstarb der Windhagener Bürgermeister Josef Heuser, am 10. Mai 1963 wurde Rüddel als dessen Nachfolger gewählt, am 9. Juni übernahm er schließlich die Amtsgeschäfte der Gemeinde. 1975 erhielt der Windhagener die Ehrennadel des Landes Rheinland-Pfalz; anlässlich seines 25-jährigen Dienstjubiläums wurde ihm im Jahr 1988 das Bundesverdienstkreuz verliehen, zehn Jahre später die Freiherr-vom-Stein-Plakette.
Nach dem Tod von Karlheinz Poredda im März 2012 war Rüddel dienstältester Bürgermeister Deutschlands und feierte 16 Monate später sein 50-jähriges Dienstjubiläum. Bei der Kommunalwahl am 25. Mai 2014 wurde Rüddel mit 62 % auf weitere fünf Jahre wiedergewählt. Im Mai 2018 kündigte er an, für keine weitere Amtszeit als Ortsbürgermeister mehr zu kandidieren und im Juni 2018, auch nicht wieder für einen Sitz im Gemeinderat.  Seine Amtszeit endete am 19. Juni 2019. Auf Beschluss des Gemeinderats vom 15. August 2019 wurde er am 16. November 2019 zum Ehrenbürger von Windhagen ernannt. Wenige Monate nach seinem Tod beschloss der Rat der Ortsgemeinde Windhagen, die größte Veranstaltungshalle der Gemeinde in Josef-Rüddel-Forum umzubenennen.

## Privates
Josef Rüddel war seit 2017 verwitwet und hatte drei Söhne, sieben Enkel und drei Urenkel. Er wohnte im Windhagener Ortsteil Hüngsberg. Er verstarb am 16. September 2023 im Alter von 98 Jahren. Sein Sohn Erwin Josef Rüddel (1955–2025) war Mitglied des Deutschen Bundestages.

## Ehrungen
- 1975: Ehrennadel des Landes Rheinland-Pfalz
- 1988: Bundesverdienstkreuz am Bande
- 1998: Freiherr-vom-Stein-Plakette
- 2019: Ehrenbürger der Gemeinde Windhagen